# Diane Williams
Diane Williams, född den 14 december 1960, är en amerikansk före detta friidrottare som tävlade i kortdistanslöpning.
Williams främsta merit var att hon blev bronsmedaljör på 100 meter vid VM 1983 i Helsingfors på tiden 11,06. Hon ingick även tillsammans med Alice Brown, Florence Griffith-Joyner och Pam Marshall i det amerikanska stafettlaget på 4 x 100 meter vid VM 1987 som vann guld före Östtyskland. Hon har i efterhand erkänt att hon var dopad under sin karriär även om hon aldrig blev avstängd under sin aktiva karriär.

## Personliga rekord
- 100 meter - 10,86